# Sebastien Sisak
Sebastien Sisak-Grigoryan (armenisch Սեբաստիան Սիսակ-Գրիգորյան; * 1981 in Jerewan, Armenische SSR, Sowjetunion) ist ein armenisch-französischer Theater- und Filmschauspieler und ehemaliger Polizist und Jurist.

## Leben
Sisak besuchte in Jerewan eine russische Schule. Er besuchte die Superior School of the Armenian Ministry of Interior, wo er den Master-Abschlusses in Strafrecht erhielt. In den folgenden Jahren arbeitete er als Polizeiinspektor und polizeilicher Kriminalermittler. Später besuchte er eine Universität in Frankreich und arbeitete anschließend neun Jahre lang in verschiedenen Anwaltskanzleien in Aubagne, Nizza und Paris. Sisak ist sprachlich begabt und spricht Armenisch, Russisch, Französisch und Englisch. Er ist Träger des schwarzen Gürtels in Karate und dreimaliger Karate-Meister Armeniens.
Ab 2008 machte er erste Erfahrungen im Theaterschauspiel in Nizza. Er schloss sich der Theatergruppe Romanizza Theater company of the Port of Nice an. Seit 2011 tritt Sisak als Filmschauspieler in Erscheinung. Er begann anfänglich in Kurzfilmen und Mini-Serien mitzuwirken, es folgten aber ab 2015 größere nationale und internationale Filmproduktionen. 2016 hatte er eine Rolle in dem Spielfilm Earthquake – Die Welt am Abgrund, 2017 eine Hauptrolle in Guardians. Zuletzt war er 2020 in Goodbye, America! zu sehen.

## Filmografie
- 2011: Immortalité perdue (Kurzfilm)
- 2011: Swindle Art Diffusion (Kurzfilm)
- 2012: Stop Taking Men for Idiots (Mini-Serie)
- 2012: Racism in the Subway (Mini-Serie)
- 2012: Fan des beaux gosses (Kurzfilm)
- 2013: Rosalie (Kurzfilm)
- 2013: Lagrimas Negras (Kurzfilm)
- 2013: Rêve immuable (Kurzfilm)
- 2013: Fight Flat (Kurzfilm)
- 2014: Bien clair entre nous (Kurzfilm)
- 2014: Je suis un oui (Kurzfilm)
- 2014: Entre Frères (Mini-Serie)
- 2015: La résistance de l’air
- 2015: Beauty Queen (Koroleva krasoty/Королева красоты) (Fernsehserie)
- 2015: Foujita
- 2015: Drift (Kurzfilm)
- 2016: Earthquake – Die Welt am Abgrund (Zemletryasenie/Землетрясение)
- 2017: Guardians (Защитники)
- 2018: Po tu storonu smerti (По ту сторону смерти) (Fernsehserie, Episode 1x11)
- 2018: Unforgiven (Neproshchennyy/Непрощённый)
- 2018: The Teacher 2. The Test (Poslednee ispytanie/Последнее испытание)
- 2018: The Watch (La Veille) (Kurzfilm)
- 2019: Soyuz spaseniya (Союз спасения)
- 2020: Goodbye, America! (Гудбай, Америка)